# Paphiopedilum platyphyllum
Paphiopedilum platyphyllum är en orkidéart som beskrevs av Tomohisa Yukawa. Paphiopedilum platyphyllum ingår i släktet Paphiopedilum och familjen orkidéer. Inga underarter finns listade i Catalogue of Life.